# Sebastian Virdung
Sebastian Virdung was een muziektheoreticus en componist, die in de tweede helft van de 15e eeuw leefde. Hij studeerde aan de universiteit van Heidelberg en werd later zanger aan de hofkapel van Stuttgart. Zijn belangrijkste werk Musica getutscht (Bazel, 1511) is het oudste gedrukte handboek over muziekinstrumenten. Het eerste deel van dit boek behandelt de instrumentenfamilies, het tweede deel gaat over muzieknotatie.
- Bibsys: 97013168
- Bibliothèque nationale de France: cb119285179 (data)
- Gemeinsame Normdatei: 118768581
- International Standard Name Identifier: 0000 0001 2247 7131
- Library of Congress Control Number: n82018526
- MusicBrainz: 4c9ce484-15ad-4379-b585-db036d750833
- Nationale bibliotheek van Australië: 36012998
- Nationale Bibliotheek van Israël: 987007274915905171
- Nationale Bibliotheek van Polen: a0000002779988
- Nederlandse Thesaurus van Auteursnamen: 153390441
- Réseau des bibliothèques de Suisse occidentale: 02-A003944817
- SNAC: w6sj4ntm
- Système universitaire de documentation: 027187934
- Trove: 1185424
- Virtual International Authority File: 32004220
- WorldCat: E39PBJbCRTyCV93kRg3YDyJxDq